# (2460) Mitlincoln
(2460) Mitlincoln est un astéroïde de la ceinture principale.

## Description
(2460) Mitlincoln est un astéroïde de la ceinture principale. Il fut découvert le 1er octobre 1980 à Socorro (Nouveau-Mexique) par Laurence G. Taff et Dave E. Beatty. Il présente une orbite caractérisée par un demi-grand axe de 2,26 UA, une excentricité de 0,11 et une inclinaison de 3,7° par rapport à l'écliptique.

## Compléments